# Mojtín
Mojtín (Hongaars: Hegyesmajtény) is een Slowaakse gemeente in de regio Trenčín, en maakt deel uit van het district Púchov.
Mojtín telt 526 inwoners.